# Pescennina orellana
Espèce
Pescennina orellana est une espèce d'araignées aranéomorphes de la famille des Oonopidae.

## Distribution
Cette espèce est endémique de la province d'Orellana en Équateur,.

## Description
Le mâle holotype mesure 1,83 mm et la femelle 1,97 mm.

## Étymologie
Cette espèce est nommée en référence au lieu de sa découverte, la province d'Orellana.

## Publication originale
- Platnick & Dupérré, 2011 : The goblin spider genus Pescennina (Araneae, Oonopidae). American Museum novitates, no 3716, p. 1-64 (texte intégral).